# پلزنت ولی، شهرستان کارول، آرکانزاس
پلزنت ولی (به انگلیسی: Pleasant Valley) یک منطقهٔ مسکونی در ایالات متحده آمریکا است که در شهرستان کرول، آرکانزاس واقع شده‌است. پلزنت ولی ۳۷۳٫۹۹ متر بالاتر از سطح دریا واقع شده‌است.